# St Matthew Friday Street

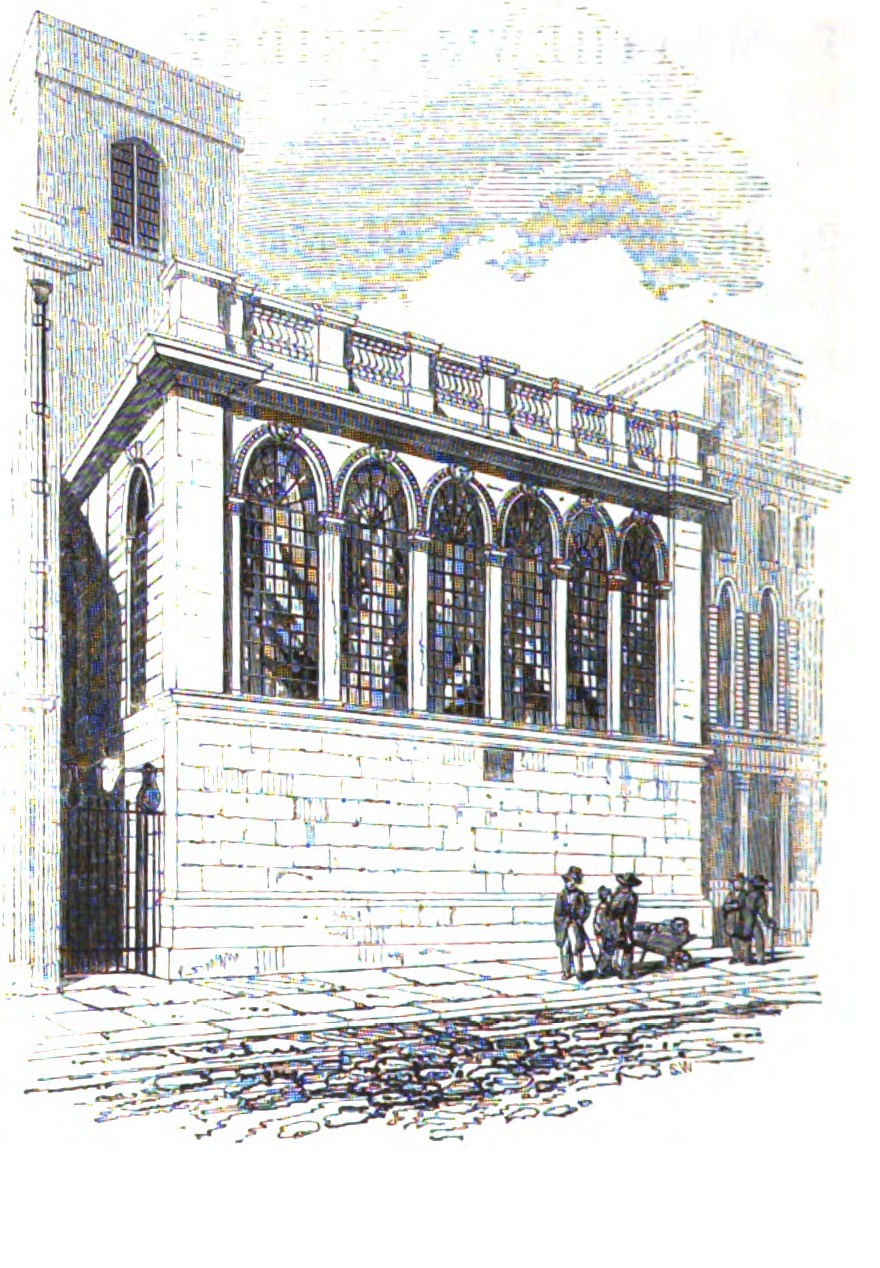
St Matthew Friday Street (1839)

St Matthew Friday Street war eine der 50 Wren-Kirchen im Londoner Innenstadtbezirk City of London. Die dem Hl. Matthäus als dem Schutzheiligen der Händler gewidmete Kirche führte ihren Zusatznamen von ihrer Nähe zum mittelalterlichen Fischmarkt. Die 1682 errichtete Kirche wurde 1885 abgebrochen.

## Geschichte
Die im 13. Jahrhundert als St Matthew in Fridaistret bezeugte Kirche war im 17. Jahrhundert ein Zentrum des englischen Puritanismus. Beim Großen Brand von London 1666 zerstört, wurde die Kirche anschließend von 1682 bis 1685 durch Christopher Wren als einfache Saalkirche in den Formen des englischen Barockklassizismus errichtet. Der schlichte, nicht unterteilte und nur mit einer schmalen Westempore ausgestattete Innenraum endete mit einer fünfteiligen rundbogigen Fensterfolge. Die Kirche besaß eine 1762 von George Pike England erbaute Orgel.
Ein 1860 verabschiedetes Gesetz zur Reduktion der Zahl der Pfarrkirchen in der Londoner Innenstadt (Union of the Benefices Act) führte 1885 – 200 Jahre nach ihrer Einweihung – zum Abbruch der Kirche Wrens. Ihre Pfarrei wurde mit der benachbarten von St Andrew-by-the-Wardrobe zusammengelegt, wohin auch Teile der Ausstattung übertragen wurden. Mit dem Verkaufserlös der Kirche wurde 1889 der Kirchenneubau von St Thomas Finsbury Park in Islington finanziert.